# Grabador de video digital
Un grabador de vídeo digital (DVR, Digital Video Recorder o PVR, Personal Video Recorder) es un dispositivo de grabación de vídeo en formato digital. Se podría considerar como un decodificador de televisión más sofisticado y con capacidad de grabación. Un DVR se compone, por una parte, del hardware, que consiste principalmente en un disco duro de gran capacidad, un microprocesador y los buses de comunicación; y por otra, del software, que proporciona diversas funcionalidades para el tratamiento de las secuencias de vídeo recibidas, acceso a guías de programación y búsqueda avanzada de contenidos.
El DVR nace gracias al nuevo formato digital de la televisión, este hecho permite almacenar la información y manipularla posteriormente con un procesador. De modo que se podría calificar al DVR como una computadora especializada en el tratamiento de imágenes digitales. Así el DVR se ha diferenciado de su predecesor analógico la videograbadora, en la cual tan solo se podían almacenar imágenes de forma pasiva, con la posibilidad de rebobinarlas hacia delante o hacia atrás y, por supuesto, pausarlas.

## Funcionalidades
Las funcionalidades más habituales de los grabadores de vídeo digital de la actualidad son las siguientes:

### Grabación retroactiva
Gracias al búfer de almacenamiento de datos con un DVR se puede grabar de forma continua los programas de televisión emitidos, de manera que si, al llegar a casa se observa que se está emitiendo una gran película, se pueda rebobinar hasta el principio de esta y verla hasta el final omitiendo, si así desea, los anuncios publicitarios, o bien grabar el inicio de la película y seguir viéndola desde el punto actual, recuperando posteriormente el fragmento grabado. Estos buffers continuos tienen actualmente una capacidad variable (asignándose una parte del espacio total en el disco duro) de entre 45 minutos de grabación y varias horas.

### Grabación auxiliar
Supongamos que se ha ajustado el temporizador de grabación, pero se ha olvidado cargar el disco o bien se ha cargado el disco pero el espacio en blanco que queda es insuficiente para el programa que se pretende grabar. Algunos DVR detectan automáticamente la ausencia del disco o la falta de espacio y graban el programa, por el contrario, en la unidad de disco duro, desde el inicio hasta el final.

### Lista de preferencias
En un DVR por ejemplo, se puede anotar un actor o el título de una película en la que se esté interesado, aun cuando no esté en la guía de la televisión y si se emite en algún canal en cualquier momento el DVR lo grabará por el usuario. Por ejemplo, si el usuario es fiel seguidor de John Wayne el DVR grabará todos aquellos programas en los que aparezca este actor.

### Pase de temporada.
Término propio de una funcionalidad del TiVo, aunque también está presente en otros DVR. Con un grabador de vídeo digital, el usuario puede grabar una serie de televisión que se emita periódicamente; con season pass es posible descartar los programas repetidos, almacenando así el primer pase de cada serie. También se puede fijar un límite máximo de grabaciones, para evitar una sobregrabación que podría llenar el disco duro.

### Archivar en carpetas
En un DVR, los programas grabados pueden ser clasificados en función del nombre o de la fecha de grabación. Asimismo se pueden organizar en la misma carpeta todos los episodios de una serie, y a su vez formar otros grupos que incluyan estas carpetas, como podría serlo un grupo "Series". Hay que resaltar que también se pueden almacenar imágenes y vídeos personales desde una cámara de fotos o una videocámara.

### Seguridad
Un DVR también puede ser un sistema CCTV, utilizándolo para visualizar y almacenar las grabaciones, que generalmente se conectan a monitores VGA o RCA, y además tienen la capacidad de conexión hacia Internet permitiendo visualizar las cámaras a través de la web.

### Otras funcionalidades
Un DVR permite al usuario grabar la programación deseada filtrando los cortes publicitarios, este hecho ha provocado una batalla legal por parte de las principales marcas comerciales, que ven en estos grabadores un medio para eludir sus campañas publicitarias. Un DVR permite también restringir el acceso a determinada programación o realizar búsquedas avanzadas de archivos multimedia y listas de reproducción. También se ofrecen servicios de acceso a internet e interacción por medio de dispositivos PDA, teléfonos móviles etc.

## Terminología
Existe toda una jerga asociada a los grabadores de vídeo digital que tanto usuarios como miembros de la industria utilizan habitualmente, en especial cuando se refieren a los nuevos hábitos y prácticas de los espectadores surgidas a raíz de las innovaciones introducidas por estos dispositivos. Una muestra de ello podrían ser los términos descritos a continuación:

### Buffering
El buffering es la práctica que se lleva a cabo cuando se graba un programa de televisión para moverlo a una franja horaria en la que al usuario del DVR les resulta más cómoda su visualización. Esto permite, por ejemplo, que un espectador retarde durante un cierto período la emisión de un programa para adaptarlo a sus actividades cotidianas (regreso del trabajo, cena, bañar o acostar a los niños, etc.), evitando así lo que ocurre en el caso de la televisión convencional, donde es este espectador el que debe amoldar sus hábitos al horario establecido por las cadenas si no quiere perderse su espacio favorito. Otra aplicación del buffering muy extendida entre los usuarios consiste en empezar a ver los programas de televisión unos pocos minutos después de que estos hayan empezado, de forma que lo que se ve es el programa grabado y no la emisión real, ya que esto permite omitir contenidos, como los espacios publicitarios.

### Favoritos
Se conoce como bookmarking a la selección de una serie de programas que el DVR debe grabar cada vez que sean emitidos. Esto permite al usuario despreocuparse del horario y día de emisión del programa, incluso si se producen cambios inesperados en la programación. Normalmente los dispositivos permiten ser programados para que graben cualquier pase del espacio seleccionado (independientemente del canal o de si trata de una repetición) o para que lo hagan tan solo cuando se emite una entrega inédita de este. Hay que tener en cuenta que para que el bookmarking sea eficaz el DVR debe tener acceso a una guía electrónica de programas que se actualice con la debida frecuencia.

### Grazing
En la televisión analógica este término se refiere a la visualización de varios programas a la vez, aprovechando que la publicidad interrumpe uno de ellos para cambiar de canal y enlazar con otro. Cuando hablamos de televisión digital toma un significado diferente. En este contexto, el grazing consiste en explorar con mayor o menor detenimiento la programación de un periodo determinado de tiempo (todo un día o toda una tarde, por ejemplo) a través de la guía electrónica de programas, para hacer una selección de todos los programas que pueden interesar al usuario y que deben ser almacenados por el DVR. Más adelante, en el momento de la visualización, este usuario puede decidir qué programas quiere ver realmente. Mediante esta práctica, en cierto sentido, un espectador puede confeccionar su propio canal en el que sólo se emite los contenidos que a él le interesan.

### Stacking
Los usuarios de grabadores de vídeo digital se refieren con este término a la recopilación de varios episodios de una serie o programa determinado en el disco duro del aparato para su posterior visionado en una sola sesión. Grabar las entregas de un espacio que se emite diariamente, de lunes a viernes y, después, visualizar todas ellas de forma intensiva el fin de semana es una práctica habitual. En caso de que el aparato lo permita, se suelen aprovechar estas sesiones de stacking para almacenar el conjunto de episodios recopilados en un medio permanente, como un DVD, para así poder conservarlos y liberar espacio en el disco duro al mismo tiempo.

### Skipping(salto)
El skipping no es más que el aprovechamiento de las funcionalidades de un DVR que nos permiten retroceder y avanzar rápidamente a través de los contenidos audiovisuales grabados en su memoria, con el fin de acelerar los espacios publicitarios que estos puedan contener, consiguiendo así una supresión virtual de estos espacios y evitando interrupciones no deseadas. El antecedente del skipping que se practica con las videograbadoras es conocido como zipping.

### Comprimir
Esta práctica consiste fundamentalmente en utilizar las posibilidades que ofrece un DVR para avanzar rápidamente a través de los contenidos grabados para visualizar tan solo los momentos más destacados de un espacio televisivo determinado, principalmente un evento deportivo. Lo habitual en el caso de contenidos deportivos es empezar a ver el programa un tiempo después de que este haya empezado, cuando el grabador ya tiene una parte del mismo almacenado en su memoria, y hacer entonces un visionado resumido que termina aproximadamente al mismo tiempo que la emisión en directo del programa.

### Extender
Este concepto se refiera a la práctica opuesta a la de comprimir: en este caso los usuarios aprovechan la capacidad de grabación de los DVR para "rebobinar" parte de un programa, y obtener así repeticiones de determinados momentos del espacio que están viendo en esos momentos. De nuevo, cuando se trata de eventos deportivos es común empezar a visualizar el programa justo cuando empieza su emisión en directo, extender su duración debido a la repetición de los momentos clave que se ha elegido volver a ver y, en el caso de que el evento comprenda un intermedio, reengancharse a la emisión en directo aproximadamente al inicio de la segunda mitad, de forma que el espectador no tiene la sensación de haber visto un espacio grabado.

## DVR vs PC
Como se ha dicho anteriormente un grabador de vídeo digital podría definirse como una computadora o dispositivo especializado en el tratamiento de imágenes digitales. Pero también es posible hacer funcionar a una computadora personal como un grabador de vídeo digital, mediante una sintonizadora de televisión y el software apropiado. Los principales programas son MythTV (para sistemas GNU/Linux) y Windows Media Center (para sistemas Microsoft Windows). Existe una distribución de Ubuntu orientada al uso de Ubuntu con MythTV, Mythbuntu.